# Rijksbeschermd gezicht Oisterwijk Uitbreiding
Gezicht Oisterwijk Uitbreiding is een van rijkswege beschermd dorpsgezicht in Oisterwijk in de Nederlandse provincie Noord-Brabant. De procedure voor aanwijzing werd gestart op 31 juli 1996. Het gebied werd op 19 juli 2004 definitief aangewezen. Het beschermd gezicht beslaat een oppervlakte van 28,1 hectare.
Panden die binnen een beschermd gezicht vallen krijgen niet automatisch de status van beschermd monument. Wel zal de gemeente het bestemmingsplan aanpassen om nieuwe ontwikkelingen in het gebied te reguleren. De gezichtsbescherming richt zich op de stedenbouwkundige en cultuurhistorische waardering van een gebied en wil het toekomstig functioneren daarvan veiligstellen.